# 光コンピューティング
光コンピューティングの記事では、現在一般的な電子工学によるコンピュータではなく、可視光線あるいはその他の光線を利用し、光学的な処理による、あるいは光線の光子的な性質を使ったコンピューティングについて説明する。これを用いたコンピュータが光コンピュータである。

## 概説
電流はコンピュータシステム内に熱を生じさせてしまう。処理速度が向上すると、要求される電力量が増えてしまい、この余分な熱がハードウェアに決定的なダメージを与えてしまう。しかしながら、光子は実質上、電子と比べてある与えられたサイズに対して量が少なくてすむ。このようにして、よりパワフルな処理システムの開発が可能となる。デバイスと部品サイズにおいて、目に見える光と赤外線のネットワークにおける幾つかの長所を応用することによって、コンピュータは、既存の電子コンピュータと比べて圧倒的な速さで処理を行うことが出来るようになるものが、いつか開発されるものと思われる。
金属導体ではなく、コヒーレントな光線は、お互いに干渉することなく（少なくとも、交差した後についても）通過する。電子はお互いに反発するが、一方で光子はそうはならない。このことにより、銅線を伝って来た信号は、速度が急速に落ちる。光ファイバーケーブルには、この問題は発生しない。幾つかのレーザ光線は、基本的に２次元に閉じ込められたときでさえ、それらの間で少しや全く干渉の無い、そのような経路が交差する方法によって伝えられる。電流はお互いに導かれなければならないし、これが３次元の結線を必要なものにしている。このように、光コンピュータは電子コンピュータと比べて圧倒的に速いのに加えて、より小さくもできると思われる。
多くの研究プロジェクトは、バイナリデータを処理する光デジタルコンピュータシステムにおける結果をもとに、現在のコンピュータの部品を、光の同等のものに置き換えることに焦点を当てている。このアプローチは商業光コンピューティングの最も良い短期的な見通しを提供するように見える。それは、光部品は光／電子のハイブリッドを生み出すこれまでのコンピュータに集積することができるからである。
しかしながら、光電子デバイスは、電子を光子やその他に変換するエネルギーの30%を失ってしまう。これはまた、メッセージの転送を遅くしてしまうことになる。全光コンピュータはスイッチング
の必要を排除する。
光コンピューティングの原理を使うアプリケーション特有のデバイスが設計される。例えば、光相関器などである。このデバイスは、物を検出し、後を追跡するなどの応用に使用することができる。

## バイナリデジタルコンピュータ用の光学部品
現代の電子コンピュータの基本的な構成要素はトランジスタである。電子部品を光部品に置き換えるためには、「光トランジスタ」が必要となる。これは非線形屈折率をもつ材料を使うことによって達成されている。特に、材料は入射してくる光の強度が転送される光の強度に影響を与える材質において、電子トランジスタの電圧応答と同じような方法で、存在する。その「光トランジスタ」は、コンピュータのCPUのハイレベルの部品の中に順に集積される、光論理ゲートを作るために使用される。これらは他を制御することにおいて、光のビームを操作するために使われる非線形結晶である。光ベースのコンピューティングのための光インターコネクションにおける大きな進展があった。現在では、インテルによってインターコネクションはテスト段階であり、拡張されている。

### 議論
研究者の中に光コンピュータの将来の能力に関して、進行中の意見の隔たりがある。光コンピュータが半導体ベースの電子コンピュータと、スピードや消費電力、コスト、フォームファクターに関して、競争することができるかどうかである。光コンピュータには競争力があるという見解の反対者は、実世界の論理システムは、「論理レベルでの修復、カスケード接続性、論理出力数、入出力の分離性」が要求されており、これらの全ては、現実に、低コスト、低消費電力、そしてハイスピードの電子トランジスタで提供されていると主張する。少しだけの特定分野への応用を越えて、光ロジックが競争力をもつには、非線形光デバイス技術における大きなブレークスルーが要求され、もしかするとコンピューティングそれ自身にパラダイムシフトが必要であると思われる。

## 誤解、挑戦、見通し
光の要求される利益は、消費電力を削減することができることである。しかし光通信システムは典型的に、短い距離で電子のものよりもより多くの電力を消費する。これは、光通信経路のショット雑音の方が、電子通信経路の熱雑音よりも大きいことが、情報理論から、同じデータの能力を達成するのにより大きな電力を必要とすることが分かっているからである。しかしながら、より長い距離や、より大きなデータ転送レートでは、電気の配線によるロスは十分に大きく、光通信は電子と比べて低消費電力である。通信のデータ転送レートは上昇するにつれて、この距離は長くなり、コンピューティングシステムにおける光の使用の可能性は、実質的になってくる。
光コンピューティングにおける意味のある挑戦は、複数の信号が解答を計算するために相互に作用する、非線形処理である。電磁波である光は、物質中の電子の存在下において、別の電磁波とだけ作用を及ぼし、この作用の強さは、これまでのコンピュータにおける電子信号とくらべて、十分に弱い。光コンピュータのための処理要素におけるこの結果は、トランジスタを使っているこれまでの電子コンピュータよりも大きな電力を必要とすることを意味する。これまでに、コンピュータ処理における電子は優れたものであった。しかし、40GHzよりも速いスピードでは、光だけがうまく処理をすることができる。

## 光ロジック

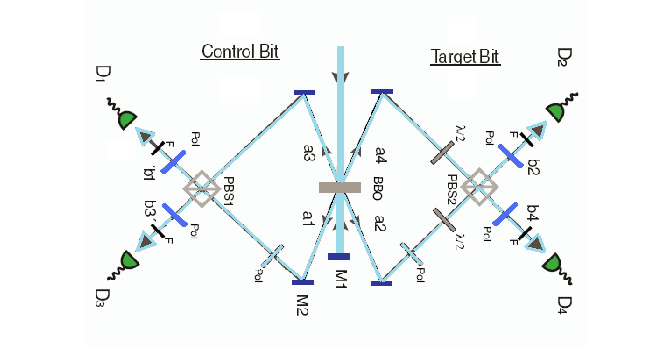
Realization of a Photonic Controlled-NOT Gate for use in Quantum Computing

論理ゲート（NOT, AND, OR, NAND, NOR, XOR, XNOR）における光ロジックは光子（光）の使用によって実現されている。２つまたはそれ以上の信号が結合されるとき、非線形の光効果の使用がスイッチングにおいて得られる。光ロジックにおいては、共振器が特に役に立つ。なぜなら、それらは建設的干渉から、エネルギーのビルドアップが許されるからである。このように光の非線形効果は高められる。最近研究されている他のアプローチとしては、光揮性の化学を利用した分子レベルでの 光ロジックなどが含まれている。